# Bianco di titanio
Il bianco di titanio è un pigmento inorganico minerale sintetico ottenuto dal biossido di titanio (TiO2), simile al bianco di zinco, ma più coprente.

## Storia
Il bianco di titanio è stato inventato da Auguste J. Rossi laureatosi all'Ecole Centrale de Paris, Rossi si trasferì in America e divenne consulente chimico della Titanium Alloy Manufacturing Company, a lui si devono moltissimi brevetti tra cui quelli sul Titanio, sul ossido di Titanio e Bianco di Titanio, i primi brevetti risalgono già al 1898, ma l'uso di bianco di titanio nei dipinti è antecedente al suo brevetto, è stato scoperto l'uso del bianco di titanio nel dipinto di John Singer Sargent - "Caffè Orientale sulla Riva degli Schiavoni" - Oil on Canvas, 1882.

## Utilizzo
Spesso il prodotto commerciale è addizionato di solfato di calcio, e/o di solfato di bario e proviene da pigmento di origine inorganica. I suoi primi utilizzi commerciali risalgono circa al 1918.